# 白邊鰟鮍
白邊鰟鮍（学名：Rhodeus albomarginatus）為輻鰭魚綱鯉形目鱊科鰟鮍屬的其中一種，分布於亞洲中國安徽省鄱陽湖流域，本魚體呈菱形且側扁，吻尖，具一對小觸鬚，成年雄魚虹膜黑色，腹部紅橙色，尾鰭中央部分紅色，臀鰭具有白色邊緣，背鰭軟條13枚，臀鰭軟條13-14枚，體長可達5.8公分，棲息在山區礫石底質的溪流，繁殖期在6至8月，雌魚會在將卵產在蚌殼內，幼魚孵化後，會留在貝殼中直到能獨立游泳。

## 扩展阅读
維基物種上的相關：白邊鰟鮍